# Nachos
Nachos je populární mexické jídlo. V nejjednodušší formě se jedná o kukuřičnou tortillu pokrytou rozpuštěným sýrem.

## Historie
U zrodu tohoto pokrmu stál v roce 1943 Ignacio „Nacho“ Anaya z Piedras Negras v Mexiku, které leží naproti americkému městu Eagle Pass přes Rio Grande. 21. října přišlo do restaurace Klub vítězství, ve které pracoval Ignacio „Nacho“ Anaya, několik manželek amerických vojáků a on pro ně musel narychlo připravit chutný pokrm. V kuchyni toho ale moc nenašel, protože předchozí den bylo zavřeno a zásoby se měly teprve doplnit. Rozkrájel na trojúhelníčky tortilly, posypal sýrem čedar, doplnil papričky jalapeňos a nové jídlo bylo na světě. Ignacio „Nacho“ Anaya si později založil vlastní restauraci, kde bylo hlavní specialitou právě nachos.
Trojúhelníkové chipsy z tortil se staly velmi populární a postupně pronikly i do jiných zemí. Původní nachos se skládala ze smažené kukuřičné tortilly pokryté rozpuštěným sýrem čedar a nakládaných paprik Jalapeño. Mohou se podávat i s různými omáčkami, salsami a dalšími ingrediencemi (masem, olivami, fazolemi, rajčaty apod.).

## Mezinárodní den Nacho
Mezinárodní den Nacho se koná 21. října od roku 1990 ve Spojených státech amerických a Mexiku. Tohoto dne roku 1943 vynalezl Ignacio „Nacho“ Anaya v restauraci El Moderno v příhraničním městě Piedras Negras zmiňovaný pokrm.
Mezinárodní festival Nacho se koná v období od 13. října do 15. října v Piedras Negras.

## Varianty

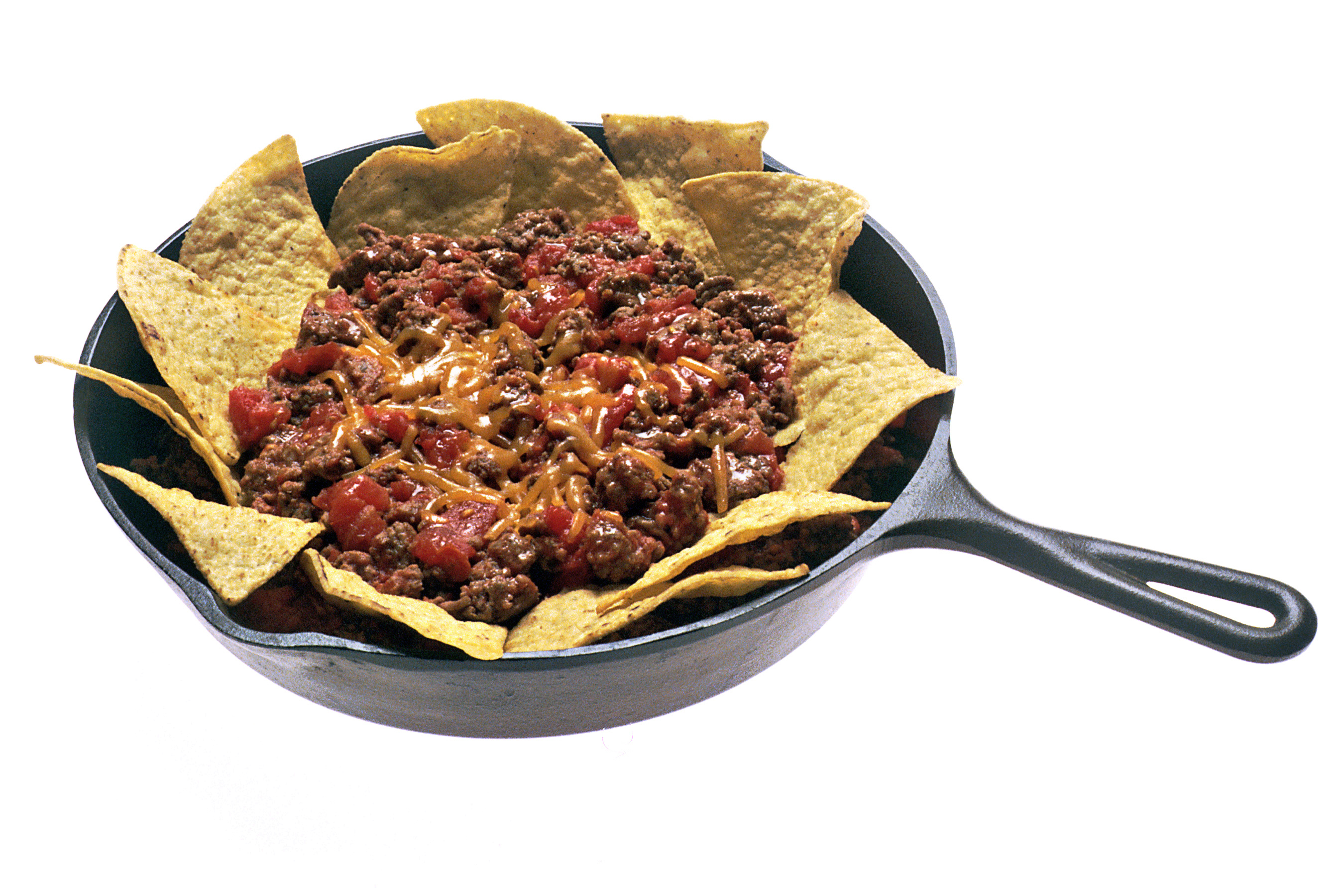
Nachos s hovězím masem, fazolemi a sýrem

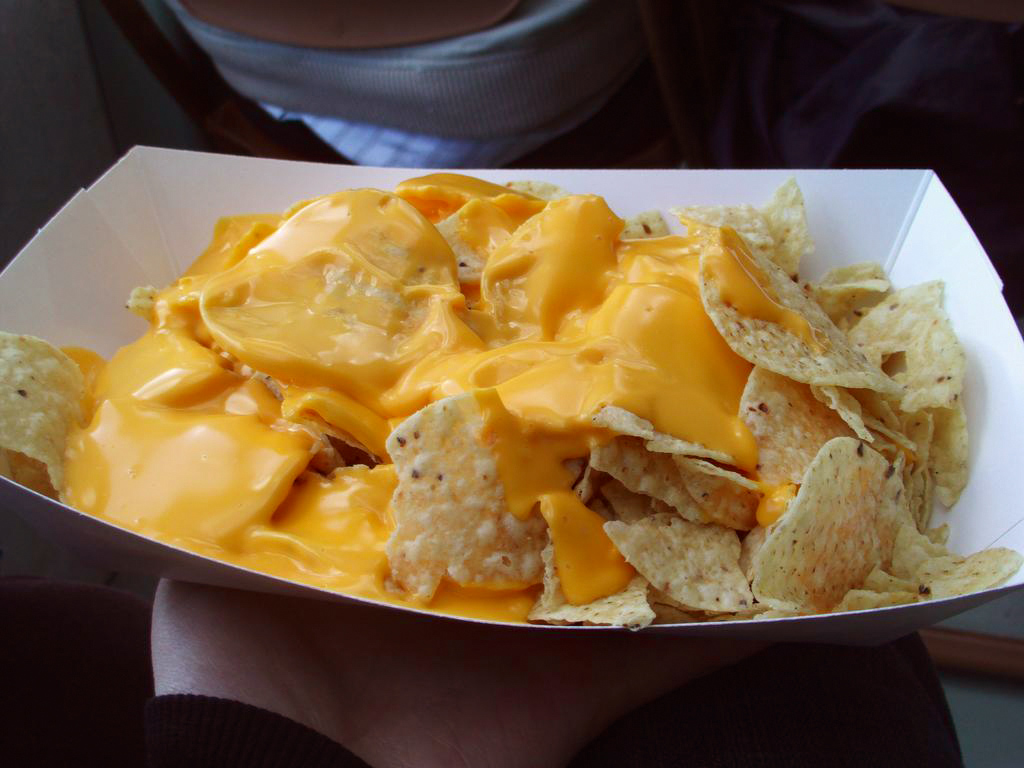
Nachos se sýrovou omáčkou

Variace se skládá z kukuřičné placky pokryté vrstvou fazolí, různými druhy masa a strouhaným sýrem. Zálivky dále obsahují:
- Černé fazole
- Chilli con carne
- Lístky koriandru
- Mleté hovězí a kuřecí maso
- papriky Jalapeño nebo červené papriky
- Salát
- Olivy
- Cibuli
- Nakládanou zeleninu
- Fazole
- Salsu
- Zakysanou smetanou
- rajče jedlé

Nachos s velkým množstvím zálivky se označují jako „naložený nachos“ nebo „super nachos“. Tento typ jídla se obvykle podává jako předkrm v barech či restauracích ve Spojených státech amerických. Mísa se připravuje tímto způsobem: tortilla chipsy jsou uspořádány na míse, pokryté zálivkou s masem a pinto fazolemi a na celý talíř se nasype sýr. Talíř je pak dán do mikrovlnné trouby, aby se sýr roztavil. K talíři se podává studená příloha (drcený hlávkový salát, rajčata, salsa, jalapeños atd.).
Na Havaji se nejčastěji připravuje vepřové nachos. Velkorysé porce vepřového masa jsou umístěny na tortilla chipsy se sýrem, a pestrou zálivkou.